# Urejevalnik besedil
Oblikovalnik besedil (angleško word processor) je računalniški program za vnos, popravljanje, oblikovanje, shranjevanje in ponovni priklic besedil oziroma dokumentov in je namenjen oblikovanju besedil z različnimi pisavami, z možnostjo vključevanja slikovnih in drugih objektov. Odkar je urejanje dokumentov mogoče tudi na mikroračunalnikih, je v veliki meri nadomestilo uporabo pisalnega stroja. Tipične zmožnosti urejevalnikov dokumentov so vstavljanje, brisanje, kopiranje, tiskanje in preverjanje črkovanja. Vodilni urejevalniki besedil so Microsoft Word (največji tržni delež), Lotus WordPro in Corel WordPerfect. V zadnjem času se uveljavlja tudi urejevalnik (Writer), ki ga vsebuje paket LibreOffice.
Urejevalnik  besedil (angleško text editor) so preprostejši in namenjeni pisanju in popravljanju tekstovnih datotek. Pogosto jih ponudijo poleg operacijskih sistemov ali paketom razvojne programske opreme in se jih lahko uporablja za spreminjanje konfiguracijskih datotek in izvorne kode.